# Paulino Neves
Paulino Neves är en kommun i Brasilien.   Den ligger i delstaten Maranhão, i den nordöstra delen av landet, 1 500 km norr om huvudstaden Brasília. Antalet invånare är 14 498.
Omgivningarna runt Paulino Neves är huvudsakligen savann. Runt Paulino Neves är det ganska glesbefolkat, med 25 invånare per kvadratkilometer.